# Zzyzzyxx
Zzyzzyxx ist ein Labyrinth-Arcade-Spiel, das 1982 von Advanced Microcomputer Systems (Cinematronics) veröffentlicht wurde.

## Spielbeschreibung
Der Spieler muss die Spielfigur namens Zzyzzyxx durch ein Labyrinth steuern und Gegenstände einsammeln.
Am oberen oder unteren Bildschirmrand befindet sich seine Traumfrau Lola. Dazwischen liegen 12 Reihen von Steinquadern, mit wenigen Lücken darin, die sich horizontal nach links oder rechts bewegen. Die Eingabe erfolgt über einen 2-Wege-Joystick, wobei die Figur nur nach oben oder unten bewegt werden kann. Per Knopfdruck kann ein Stein erzeugt werden, der die Spielfigur kurzzeitig einmauert und sie so vor Gegnern (Wanzen) schützt, die versuchen ihn zu fangen. Als zusätzliche Hindernisse gibt es Bomben, Raketen und brüchige Steine.
Das Ziel des Spiels ist es, alle Geschenke einzusammeln, die ihm Lola macht, z. B. Lutscher, Blumen und Ringe. Wenn man genug eingesammelt hat pfeift sie, und man gelangt zu ihr. Außerdem verändert sich die Farbe der Steine.

## Zusätzliche Informationen
Das Spiel befindet sich auf einer alphabetischen Liste von Arcade-Spielen stets an letzter Stelle.
In der KLOV liegt es auf Rang 3 in der Raritätswertung. Der Prototyp hieß noch Brix. Am ehesten ist das Spiel noch mit Frogger zu vergleichen.